# Rosalia batesi
Rosalia batesi es una especie de escarabajo longicornio del género Rosalia, tribu Compsocerini, subfamilia Cerambycinae. Fue descrita científicamente por Harold en 1877.

## Descripción
Mide 17,5-29 milímetros de longitud.

## Distribución
Se distribuye por Japón.